# Ramularia tricherae
Ramularia tricherae is een schimmel behorend tot de familie Mycosphaerellaceae. Het leeft monofaag op planten uit de familie Caprifoliaceae.

## Kenmerken
Het maakt bundels vooral onderzijdig van het blad. De conidia is 0-1 septaat en meet 2-4 × 6-20 µm.

## Waardplanten
Hij is bekend van:
- Knautia arvensis (Beemdkroon)
- Knautia dipsacifolia (Bergknautia)
- Knautia drymeia
- Knautia integrifolia
- Knautia longifolia
- Knautia purpurea
- Knautia tatarica